# A Touching Place
A Touching Place är en psalm vars text är skriven av John L. Bell och Graham Maule. Musiken till är skriven av John L. Bell från "Dream Agnus".

## Publicerad som
- Nr 885 i Psalmer i 2000-talet under rubriken "Jesus Kristus - människors räddning".